# Manuel Burga Seoane
Manuel Burga Seoane (Chiclayo, Perú, 13 d'octubre de 1957) és un advocat i dirigent esportiu peruà. Va ser president de la Federació Peruana de Futbol (FPF) des del 2002 fins al 2014 i director de la Confederació Sud-americana de Futbol (CONMEBOL) del 2013 al 2015.
A finals de 2015, va ser acusat de corrupció pel Departament de Justícia dels Estats Units en el denominat Cas Fifagate i detingut al seu domicili per les autoritats peruanes. El desembre de 2016 va ser extradit als EUA, va quedar en llibertat sota fiança i el desembre de 2017 va ser jutjat i absolt a Nova York. Un jurat popular el va declarar no culpable.
El novembre de 2019, Manuel Burga va ser inhabilitat a perpetuïtat per la FIFA.
L'abril de 2020, una tercera onada d'acusacions de la fiscalia estatunidenca li va reformular els càrrecs per la seva suposada implicació en el cas Fifagate.

## Trajectòria
Manuel Burga és net de Manuel Burga Puelles, senador del Perú entre 1963 i 1968, i fill de Jorge Burga Olazábal, expresident de la cambra de comerç de Lambayeque. El 1987, Burga es va llicenciar en dret per la Universidad Federico Villarreal i va iniciar la seva carrera de dirigent esportiu com a representant de la Asociación Deportiva de Colegios Religiosos.
El 1990 va ser gerent de la Región Metropolitana de Fútbol. El 1992, va ser president interí de la Federació Peruana de Futbol durant trenta-cinc dies. Sota el mandat del president, Nicolás Delfino, va ser secretari de la federació i responsable d'impulsar el futbol femení. El 1998 va arribar a la vicepresidència de la FPF i el 2002 va ser elegit president.
Va ser reelegit president de la FPF el 2007 i el 2010. Del febrer de 2013 fins a la seva detenció a finals de 2015, va ser un dels directors de la Conmebol en representació de la federació peruana de futbol. L'octubre de 2014 va anunciar que es presentaria per quarta vegada, però dos dies després el comitè electoral de la FPF va vetar que pogués tornar a presentar-se.

## Fifagate
El 3 de desembre de 2015, Manuel Burga va ser un dels setze acusats addicionals per la justícia nord-americana en la segona gran relació d'implicats en el denominat Cas Fifagate. Se l'acusava dels delictes de conspiració, crim organitzat, frau electrònic i blanqueig de diners.
Segons la fiscal general dels EUA, Loretta Lynch, Burga seria un dels líders del denominat grupo de los seis, del que també en formaven parts dirigents d'altres federacions sud-americanes com Rafael Esquivel, Luis Bedoya, Juan Ángel Napout, Luis Chiriboga i Carlos Alberto Chávez, que exigirien comissions milionàries a les empreses Full Play, Traffic Group, Torneos i Datisa, per l'adjudicació dels drets de transmissió televisiva de diversos partits de futbol i tornejos futbolístics de Llatinoamèrica.
El 5 de desembre de 2015, Burga va ser detingut al seu domicili per les autoritats peruanes i va ingressar en presó preventiva a l'espera de ser extradit als EUA.
El desembre de 2016, Burga va ser extradit als Estats Units i va quedar en llibertat sota fiança de dos milions de dòlars i arrest domiciliari a l'espera de judici.
El desembre de 2017 va ser jutjat a Nova York juntament amb Juan Angel Napout i Jose Maria Marin. Sorprenentment, Manuel Burga, que només se'l va jutjar pel càrrec d'associació il·lícita, va ser absolt. Un jurat popular el va considerar no culpable.
Manuel Burga, a finals de 2018, és l'únic acusat, d'entre tots els que han estat jutjats pel Cas Fifagate, que ha estat absolt.
El 12 de novembre de 2019, Burga va ser inhabilitat a perpetuïtat pel Comitè d'Ètica de la FIFA i multat amb un milió de francs suïssos per haver infringit l'article 27 (suborn) del codi ètic.
El 6 d'abril de 2020, un tercer escrit de la fiscalia estatunidenca va ampliar les acusacions pel cas Fifagate a quatre implicats més. En el mateix escrit es van reformular les acusacions a tretze dels implicats en els escrits anteriors. Un d'aquests tretze era Manuel Burga, al que s'acusava ara de blanqueig de capitals, frau electrònic i conspiració per a delinquir.